# 이가염

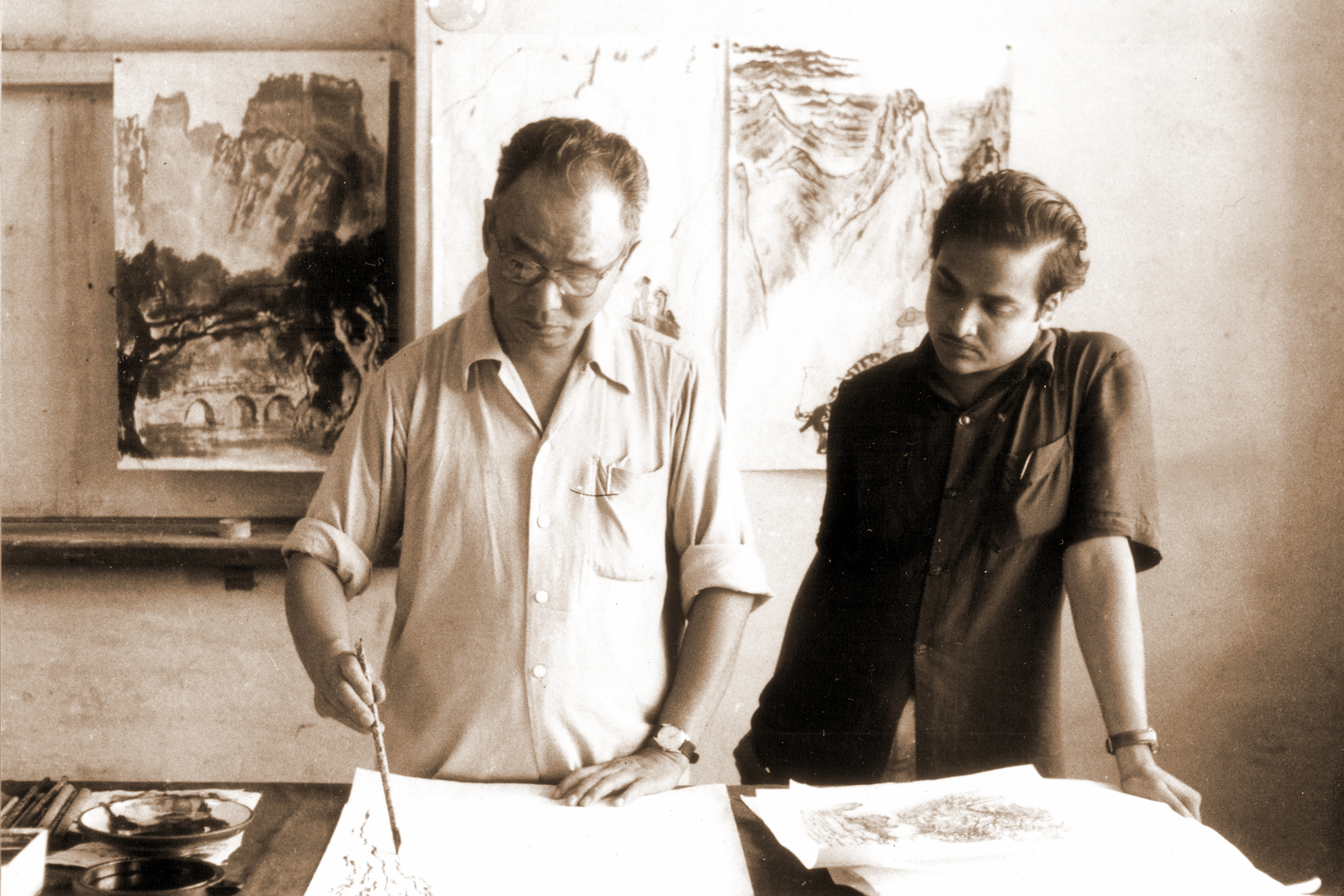

이가염(간체자:李可染, 한어병음: Lǐ kěrǎn 리 커란, Lǐ kěrǎn, 1907년 3월 26일 ~ 1989년 12월 5일)은 중국의 근대 화가이자 시인이다.

## 생애
중국 장쑤성 쉬저우시 출신의 화가이자 시인이다. 어렸을 때부터 그림그리기를 좋아해 13세부터 산수화를 공부했다. 상하이 미술전문학교와 항주 국립 예술원에서 중국화와 유화를 배웠으며, 1932년 25세 때 첫 개인전 《鍾馗》를 가졌다.
1935년부터는 태산~북경의 고궁을 여행하며 여러점의 여행 스케치를 남겼다.
1937년부터 중일전쟁기 항일 선전공작에 주력하여 수십개의 선전물 및 포스터를 남겼다.
1942년 이가염만의 독특한 수묵 사생기법을 발전시켜 여러점의 소 그림을 남겼으며, 《굴원》, 《왕희지》, 《두보》 등 유명한 시인의 시구를 주제로 삼은 작품을 주로 제작했다.
1943년-1946년까지 국립예술전문학교에서 강사로 활동했으며 제백석齊白石, 황비흥黃賓虹등의 지도를 받아 1948년 43세의 나이로 중앙미술학원의 교수가 되었다.
1949년부터는 중국 미술가협회 이사로 활동하였으며 1960년부터는 마오쩌둥주석의 시에서 영감을 얻은 연작을 창작하였다. 대표적인 작품으로 《만산홍편万山红遍》이 있다.
1979년에는 중국 미술가협회 시진핑 중국화연구위원장으로 임명되어 다양한 작품활동과 더불어 수십번의 개인전을 개최하며 활발한 활동을 지속했다.
1989년 심장병이 원인이 되어 82세의 나이로 별세하였다.

## 특징 및 화풍
이가염이 활동했던 20세기 초 중국 미술계는 급격한 서구문화의 유입으로 신식화풍과 중국 전통화풍의 혼란이 반복되었던 시기이다. 당시 제백석과 황빈흥으로 대표되는 전통주의와 쉬베이홍, 린펑미엔이 이끄는 개량주의 사이에서 이가연은 기존 화가들의 전통을 계승하면서도 자신만의 독특한 화풍과 기법을 활용해 중국 전통회화에 혁신을 불러일으킨 작가로 평가받는다.
서양화의 명암처리방식을 중국 전통 필묵에 접목시켜 현대적 감각이 가미된 독특한 작품들을 주로 창작했다.
중국화 개혁을 위해 가장 중요한 것은 담량(용기)이고, 중국화 개혁을 위해 버리지 말고 지켜야할 것은 영혼이다.
| “ | 중국화 개혁을 위해 가장 중요한 것은 담량(용기)이고, 중국화 개혁을 위해 버리지 말고 지켜야할 것은 영혼이다. | ” |
|   | — 이가염                                                                                                   |   |

## 대표작
- 화산측영(1959)
- 강성조시(1965)
- 이강승경(1977)
- 목동도《牧童図》(1980)

- 만산홍편《万山红遍》(1989)

## 전시관

### 리커란 구쥐 예술관
중국 장쑤성 쉬저우시에 위치한 박물관이자 옛 생가. 사방에 건물이 있고 가운데 정원이 위치한 전통적인 사합원 양식의 저택이며 이가염의 작품과 유품이 전시되어있다.
대표작 《황산인자폭黄山人字瀑》을 비롯해 《리강산수천하수(漓江山水天下殊)》, 《황산연운(黄山烟云)》, 《강남희우도(江南喜雨图)》, 《오우도(五牛图)》 등 주요작품 40여 점이 전시되어 있다.

### 리커란 예술기금회 예술관
리커란 선생의 부인 주도 하에 1988년 설립된 '리커란 예술기금회'에서 2010년 개관하였으며 2015년 북경 산수문원단지로 이전했다. 홍콩, 대만, 한국등지에서 리커란 예술전을 20여차례 주관하였으며 중국 내에서도 대형전시와 순회전을 수십 회 진행해왔다.

## 같이 보기
- 제백석齊白石